# 문보경
문보경(文保景, 2000년 7월 19일~)은 대한민국의 야구 선수로 현재 KBO 리그의 팀인 LG 트윈스의 내야수로 활동하고 있다.

## 어린 시절
2000년 서울특별시 강북구에서 태어났다.

## 선수 경력
2019년에 LG 트윈스에 입단하였다. 2021년 5월 1일 삼성 라이온즈와의 경기에 출전하며 데뷔 첫 경기를 치렀고, 경기에서 4타수 1안타, 1득점, 1볼넷을 기록했다.
2024년에 3할-20홈런-100타점을 기록하는등 커리어하이 시즌을 보냈다.

## 출신 학교
- 서울백운초등학교(전학) → 서울송중초등학교 (동대문구리틀)
- 덕수중학교
- 배명고등학교(전학) → 신일고등학교